# Opinião (jornal)
Opinião foi um semanário brasileiro que circulou entre 23 de outubro de 1972 e 8 de abril de 1977. Chegou a atingir a tiragem de 38 mil exemplares semanais em seu primeiro ano, aproximando-se à tiragem da revista Veja, tamanha sua repercussão no cenário nacional. Destacou-se, ao lado dos jornais O Pasquim e Movimento, como um jornal ligado à chamada imprensa alternativa, concentrando-se na veiculação de artigos escritos por jornalistas e intelectuais de oposição ao regime militar. O fim do jornal nas palavras de Fernando Gasparian, dono da empresa que publicava o jornal, se deu "quando não era mais possível aguentar a censura".

## História
O Opinião surgiu no apogeu do regime militar brasileiro, indo às ruas pela primeira vez em 23 de outubro de 1972. Um de seus idealizadores foi Fernando Gasparian, que teve a morte de Rubens Paiva como grande motivação para criar este semanário. Para integrar a equipe de redação, convidou Raimundo Rodrigues Pereira, que passou a atuar como editor-chefe.
A ideia original de Fernando Gasparian era montar um veículo que permitisse discussões e debates intelectuais, inspirado no inglês The New Statesman. Já Raimundo Pereira projetou o jornal inspirado no The Guardian Weekly, também britânico, que se tratava de uma seleção semanal de artigos de outras publicações como o The Guardian, Le Monde e New York Times.

## Características editoriais
O projeto gráfico do Opinião foi elaborado por Elifas Andreato. O formato, as composições e a diagramação do semanário “privilegiava as caricaturas fortes de conteúdo grotesco, mas com traço fino e elegante”.
Algumas das seções de maior destaque dentro do jornal eram Cena Brasileira e Gente Brasileira. Apresentavam aos leitores alguns protagonistas sociais e cenários desconhecidos do Brasil para muitos habitantes dos grandes centros. Exploravam o interior, seu povo e seu cenário. O Opinião também reproduzia, em português, matérias publicadas pelo jornal francês Le Monde e artigos do New York Review of Books. Também publicava matérias do jornal britânico The Guardian.
O jornal contrastava radicalmente com os semanários que tratavam de amenidades e temas cotidianos da classe média, como a própria Veja. Opinião mostrava, ainda, pelos debates e discussões, que a notícia era apenas uma pequena parte da verdade, e que por trás dela existem razões ocultas, interesses, jogadas. Tinha oitenta por cento de seus leitores nas classes A e B. Buscava numa nova esquerda mundial projetos desligados das propostas marxistas revolucionárias que deveriam confluir para a tomada do poder. No jornal havia espaço para mulheres, negros e homossexuais.
O projeto atraiu a colaboração de jornalistas da grande imprensa, com matérias muitas vezes não assinadas. Foi um semanário influente, vendendo em média 29 mil exemplares por edição.

## Colaboradores
Dentre seus colaboradores, destacavam-se :Antonio Candido, Antonio Callado, Fernando Henrique Cardoso, Francisco Weffort, Paul Singer, Darcy Ribeiro, Celso Furtado, Otto Maria Carpeaux, Hélio Jaguaribe, Paulo Francis, Lauro de Oliveira Lima, Jean-Claude Bernardet, Aguinaldo Silva, Millôr Fernandes, Oscar Niemeyer, Júlio Cesar Montenegro, Marcos Gomes, Tonico Ferreira, Bernardo Kucinski, Dirceu Brisola, Maurício Azedo

## Censura
O fim do jornal se deu por conta das restrições impostas pela censura. Juntamente com  Movimento e Tribuna da Imprensa, Opinião foi um dos jornais mais afetados pela censura, com base no artigo 9 do AI-5. Opinião resistiu a quatro anos e meio de pressões: 221 edições foram feitas sob censura prévia. Contam os envolvidos que em alguns casos, mais da metade do jornal era censurada, obrigando os envolvidos a escreverem sempre mais matérias do que o necessário. Das 10.548 páginas escritas pelos colaboradores do jornal, somente 5.796 chegaram aos leitores. O número 24 foi apreendido mas voltou a circular; os números 26, 195, 205 e o último número, 231, foram efetivamente apreendidos. As partes censuradas eram por vezes substituídas por tarjas pretas. Além dos problemas com a censura, a sede do jornal sofreu um atentado a bomba, promovido pela auto-intitulada Aliança Anticomunista Brasileira, na madrugada de 15 de novembro de 1976.
Em sua penúltima edição, o jornal anunciava que o próximo número só seria lançado se estivesse livre de censura. Desta forma, a edição 231 foi lançada sem ter sido submetida a avaliação prévia pela censura federal, em Brasília, como ocorria normalmente. Na sequência, os exemplares foram apreendidos nas bancas, e o jornal encerrou suas atividades.